# Agrilus kaszabi
Agrilus kaszabi es una especie de insecto del género Agrilus, familia Buprestidae, orden Coleoptera.
Fue descrita científicamente por Pochon, 1967.